# استان مارتاکرت
استان مارتاکرت (به ارمنی: Մարտակերտ) نام یکی از هشت استان جمهوری آرتساخ است. در ۶۳ کیلومتری شمال استپاناکرت واقع است. تا ۱۹۳۹ جرابرد نام داشت. از ۱۹۳۰ شهرستان شد.

## جغرافیا
استان مارتاکرت ۱٬۷۹۵٫۱۰ کیلومتر مربع مساحت و ۱۸٬۹۶۳ نفر جمعیت دارد  واقع شده‌است.
۲ شهر و ۵۷ روستا دارد. به‌طور متوسط در هر کیلومترمربع ۲۶ نفر ساکن هستند.

## آب وهوا

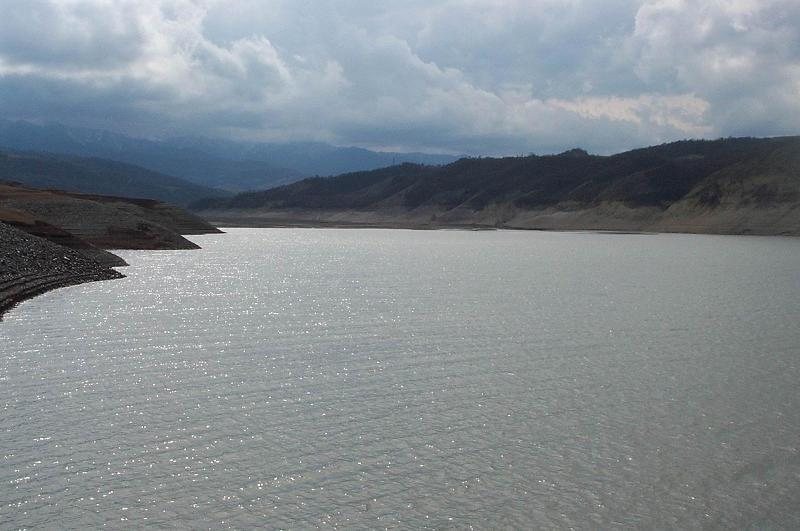
دریاچهٔ سد

اقلیمش در بسیاری جاها سرد ملایم و در بلندی‌ها سرد است. دمای میانگین در ژانویه ۱ تا ۱۰- درجه و در ژوئیه ۱۰ تا ۲۵ درجه‌است. بارندگی سالانه ۴۰۰ تا ۹۰۰ میلی‌متر است. رودخانهٔ ترتر و خاچین از اراضی آن می‌گذرد.

## محیط زیست
۴۴٪ مساحت شهرستان را بیشه‌زار (بلوط، پسته، صمغ و ...) تشکیل می‌دهد. چمنزارهای آلپی نیز موجود است. حیواناتی چون بز کوهی، سنجاب و خرس در آنجا زندگی می‌کنند. از پرندگانش نیز می‌توان قرقاول و دراج را نام برد.

## اماکن باستانی
از بناهای باستانی آن اماکن زیر را می‌توان نام برد.
| - صومعهٔ گنج‌سر در نزدیکی روستای ونک - قلعهٔ خانابرت - بقایای قلعهٔ گلستان - قلعهٔ جرموک در قصبهٔ جرابرد - صومعهٔ یاکوب مقدس در روستای کولاتاغ (۶۳۵ م) - صومعهٔ روستای ماغاویز (سدهٔ ۱۲ م) - پل رودخانهٔ ترتر - بقایای قلعه در نزدیکی روستای ماغاویز (سده‌های ۱۲ و ۱۳ م) - معبد اورک در نزدیکی روستای طالش (سده ۱۲ م) - صومعه در مجاورت رود ترتر (سدهٔ ۱۲ م) - قلعهٔ ملیک حاتم در روستای قاساپت - صومعهٔ یقیشه آراکل در روستای ماداگیز (سدهٔ ۱۲ م) |

## نگارخانه

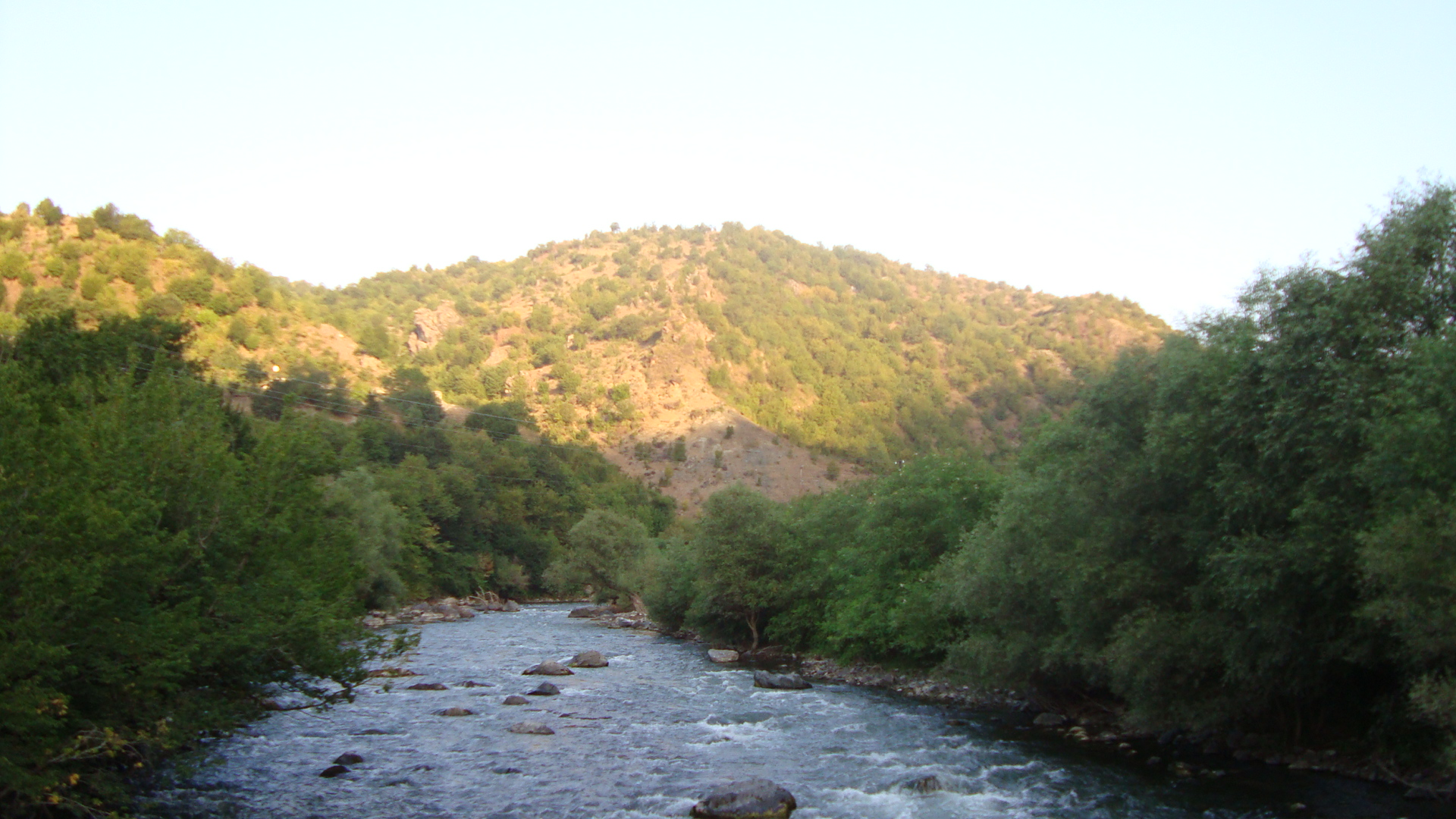
رودخانه ترتر
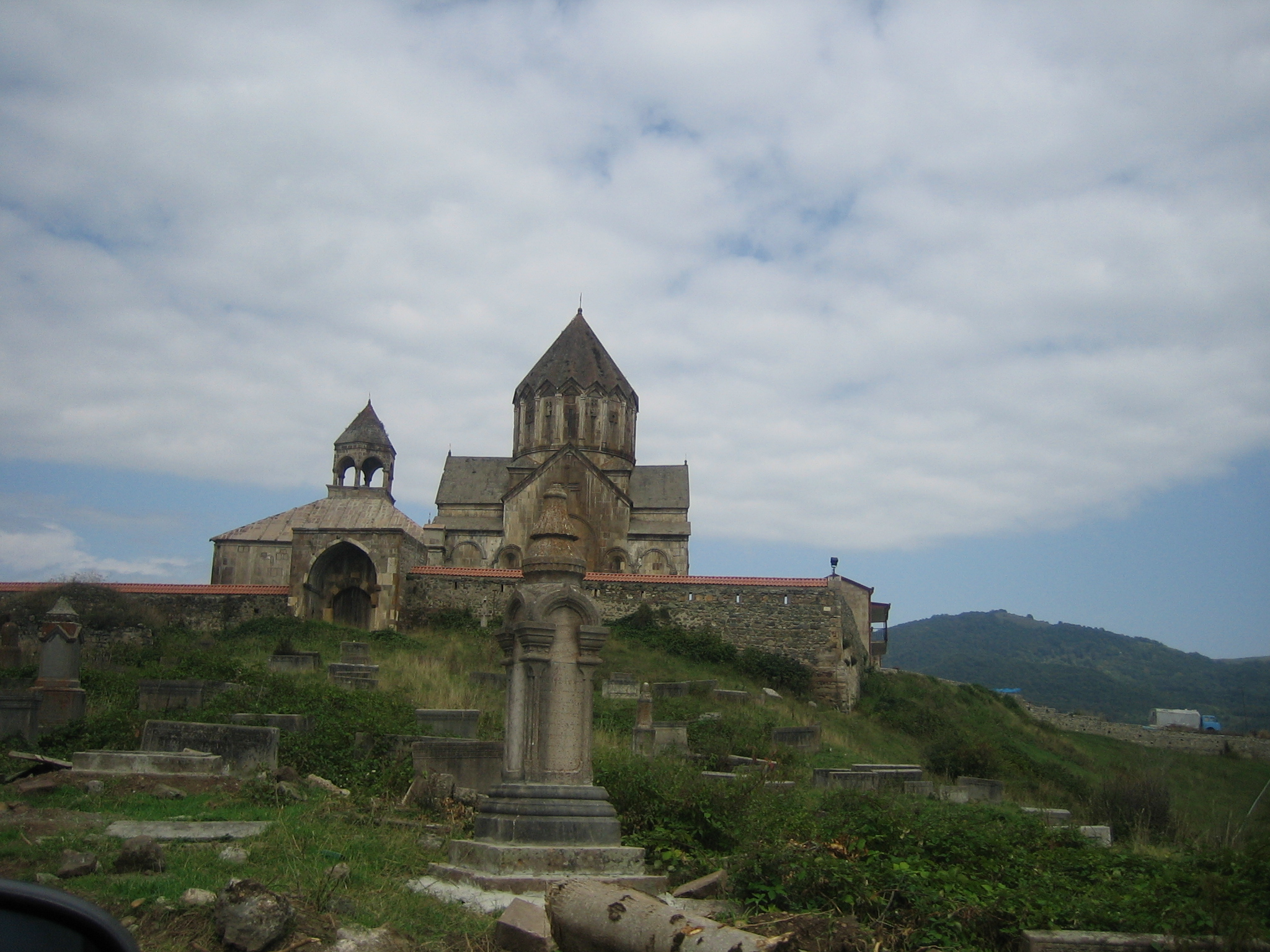
صومعه گنج‌سر
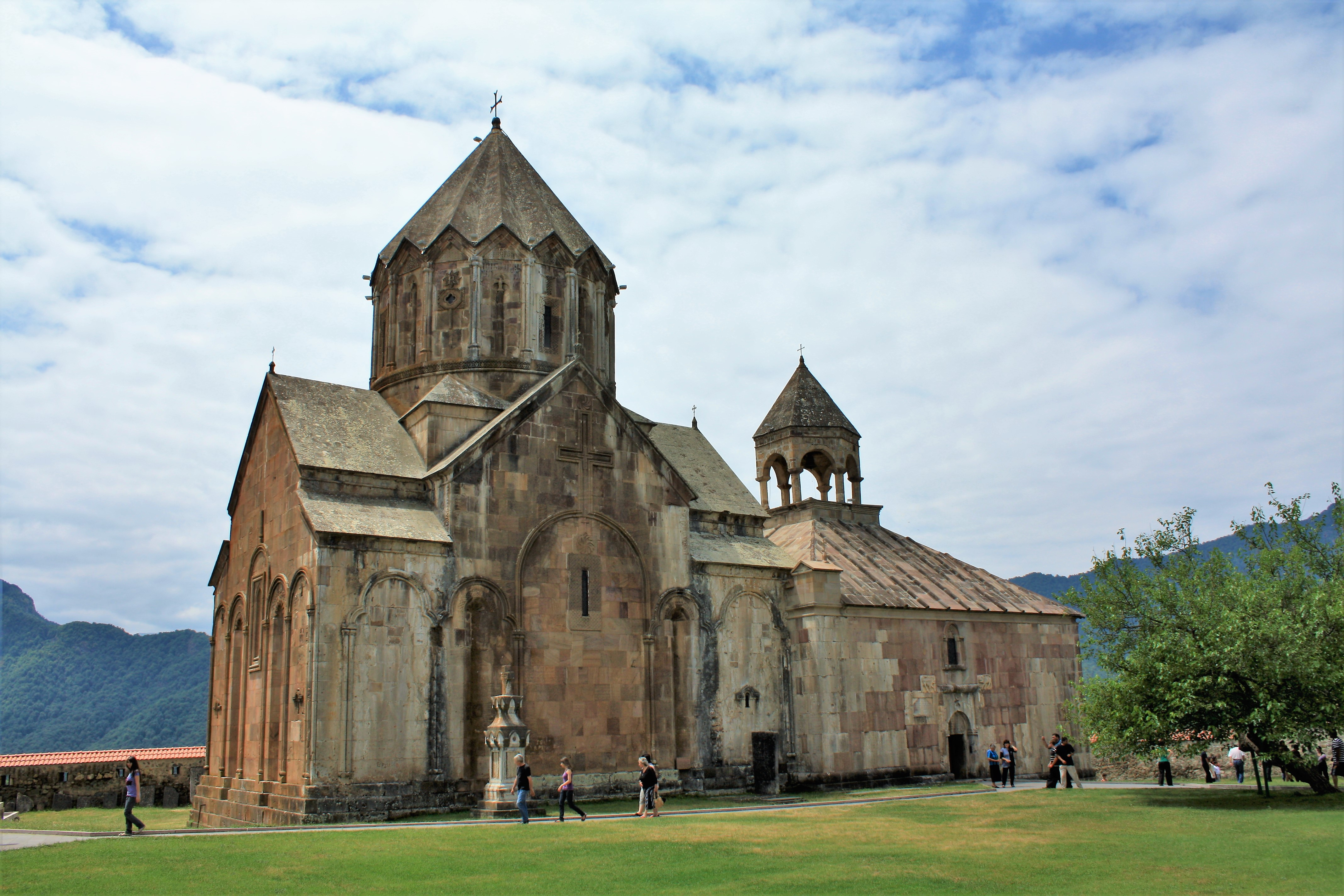
صومعه گنج‌سر